# (5174) Okugi
(5174) Okugi est un astéroïde de la ceinture principale.

## Description
(5174) Okugi est un astéroïde de la ceinture principale. Il fut découvert le 16 avril 1988 à Kitami par Masayuki Yanai et Kazuro Watanabe. Il présente une orbite caractérisée par un demi-grand axe de 2,56 UA, une excentricité de 0,13 et une inclinaison de 8,0° par rapport à l'écliptique.

## Compléments